# Стрілка чудова
Стрілка чудова (Coenagrion pulchellum) — вид бабок родини стрілкових (Coenagrionidae).

## Поширення
Вид поширений в Європі, Західній та Середній Азії, Західному Сибіру від Шотландії на схід до Монголії та Північно-Східного Китаю. Присутній у фауні України.

## Опис
Тіло завдовжки 34-38 мм, черевце 25-30 мм, заднє крило 16-21 мм. Черевце довге й тонке. Голова широка. Задній край передньоспинки має три приблизно однаково розвинені лопаті, які добре відокремлені. Крила прозорі, птеростигма вузька (дорівнює 1 ланці) та одноколірна. Ноги чорного або темно-сірого кольору. У самців основне забарвлення черевця зверху чорне. На верхній стороні черевних сегментів переважає чорний колір; передня частина сегмента блакитного кольору. Кінець черевця майже повністю блакитного кольору, за винятком чорних анальних придатків. Спинна сторона Х тергіта черевця блакитного кольору з чорними мітками. Забарвлення самиці блакитне або жовтувато-зелене з типовим чорним малюнком, більш розвиненим ніж у самця. Всі сегменти черевця самиці зазвичай двоколірні — переважно чорні, але з зеленою плямою в передній частині.